# Jaime Torres Bodet
Pour les articles homonymes, voir Torres.
Jaime Torres Bodet, né le 17 avril 1902 à Mexico et mort le 13 mai 1974 à Mexico, est un homme politique et écrivain mexicain qui a servi dans le cabinet exécutif de trois présidents du Mexique.

## Biographie
Jaime Mario Torres Bodet naît en 1902 à Mexico d'un grand entrepreneur catalan de cinquante-deux ans, Alejandro Lorenzo Torres y Girbent et d'une mère franco-péruvienne âgée de trente ans, Emilia Bodet Levallois installés au Mexique en 1895 avec les grands-parents maternels de Torres Bodet, Federico Bodet et Eliza Levallois. Il grandit dans une maison en face du Palais législatif de la Chambre des Députés. Il a un petit frère, Mario qui meurt à l'âge de quatre ans. Il étudie d'abord à la maison puis à l'école primaire annexe de l'École Normale qui suivait les méthodes Rébsamen. Il étudie ensuite à l'Ecole Normale Préparatoire militarisée par Huerta. Il commence à écrire des poèmes et étudie ensuite à l'École de la Jurisprudence auprès de Antonio Caso. Il envisage des études à Paris mais la mort de sa tante l'en empêche. Il fut diplômé de l'Université nationale autonome du Mexique. Il est parfaitement francophone. 
En 1921, il devient secrétaire particulier du Secrétaire de l'Éducation Publique du Mexique, José Vasconcelos, puis il est nommé directeur des Bibliothèques en 1923. En 1924, il devient secrétaire du nouveau chef du département de la Santé, le docteur Gastélum jusqu'en 1928. En mars 1929, il arrête sa collaboration dans les Contemporáneos et ses cours pour se marier avec Josefina Juárez Montañez. Il part alors en Europe, à Paris et à Madrid avec sa mère et son épouse. Il voyage en Espagne, est nommé d'abord comme secrétaire à l'ambassade de Madrid puis à Paris. En 1932, il part à La Haye pour le gouvernement mexicain et est secrétaire de la délégation nationale du Mexique à l'assemblée générale des Nations Unies de Genève en 1933. En 1934, il donne une conférence à la Sorbonne sur la littérature de langue espagnole. En juillet 1934, il quitte Paris pour Buenos Aires tandis que sa mère retourne au Mexique. En 1935, il retourne à Paris. En 1936 et 1937, il dirige le Département des Affaires Étrangères du Mexique. En 1938, il est chargé d'affaires pour le Mexique à Bruxelles. Il fuit l'arrivée des nazis en mai-juin 1940 et rentre au Mexique en septembre 1940. Il accède ensuite à de hautes fonctions politiques, devenant notamment sous-secrétaire aux Relations internationales entre 1940 et 1943 puis secrétaire de l'Instruction publique du Mexique entre 1943 et 1946, directeur général de l'UNESCO en 1948 puis ambassadeur du Mexique à Paris en 1954. 
Gravement malade, Torres Bodet s'est suicidé à Mexico le 13 mai 1974 pour des raisons inconnues. 

### Fonctions politiques au Mexique
Entre 1929 et le déclenchement de la Seconde Guerre mondiale, Torres Bodet est diplomate en Europe, notamment à Paris. Après son retour de Bruxelles en 1940, Torres Bodet est nommé sous-secrétaire aux Relations internationales. Il fut ensuite nommé secrétaire de l'Instruction publique (1943-1946) par le président Manuel Camacho Ávila, puis secrétaire de l'Éducation publique (1946-1951) sous la présidence de Miguel Alemán Valdés. En 1958-1964, il fut de nouveau nommé au poste de Secrétaire de l'Éducation publique, cette fois sous le président Adolfo López Mateos.
Il a été directeur général de l'UNESCO de 1948 à 1952. Afin de mener à bien des projets de grande envergure, il est partisan d'une augmentation du budget de l'UNESCO. Le 13 juin 1950, pour protester contre les pressions du plus gros contributeur, les États-Unis, qui refuse tout accroissement des finances, il menace de démissionner. Il est soutenu par la France, l'Italie, les pays d'Amérique latine, les pays arabes qui signent une pétition pour son maintien. Finalement, les délégués cèdent sur le budget et sa démission est annulée. En décembre 1952, la même tentative échoue entraînant son départ de l'UNESCO. De 1955 à 1958, il a été ambassadeur en France. 

### Autres réalisations et projets

Monument hommage à Jaime Torres Bodet à la CREFAL à Pátzcuaro

Il est un des membres actifs du groupe des Contemporáneos. Il traduit dans les années 1920 les textes d'André Gide en espagnol. Influencé par les oeuvres de Machado et Gide, il écrit de nombreux poèmes métaphoriques publiés dans les recueils Ferveur (1918), Chansons (1922), les Jours (1923), Crypte (1937) et Sonnets (1949). Il écrit aussi des essais littéraires et des romans dont Margarita de niebla (1927) et un recueil de souvenirs,Tiempo de Arena, publié en 1955.
En 1957, il remporte le prix des amitiés françaises de la Société des poètes français. Il obtient ensuite une médaille de l'Académie française en 1958. Il a reçu la Médaille d'honneur Belisario Domínguez du Sénat en 1971. Il a également reçu le titre de docteur honoris causa de l'université de Paris et de l'université de Bordeaux. Il fut également membre de l'Académie mexicaine de langue (l'agence de correspondant national à l'Académie royale espagnole) et du Collège national.

## Décorations
- Grand-croix de la Légion d'honneur le 16 décembre 1952[11]